# Neoamphicyclus altoffi
Neoamphicyclus altoffi is een zeekomkommer uit de familie Cucumariidae.
De wetenschappelijke naam van de soort werd in 2007 gepubliceerd door Mark O'Loughlin.